# HFC Haarlem in het seizoen 1963/64
Het seizoen 1963/1964 was het 10e jaar in het bestaan van de Haarlemse betaaldvoetbalclub Haarlem. De club kwam uit in de Tweede divisie A en eindigde daarin op de achtste plaats. Tevens deed de club mee aan het toernooi om de KNVB beker, hierin werd in de eerste ronde verloren van Excelsior (2–3).

## Wedstrijdstatistieken

### Tweede divisie A
|       | Alkmaar '54 | Be Quick | EDO   | 't Gooi | Heerenveen | Hilversum | HVC   | KFC   | Leeuwarden | PEC   | RCH   | Tubantia | ZFC   | Zwartemeer | Zwolsche Boys |
| ----- | ----------- | -------- | ----- | ------- | ---------- | --------- | ----- | ----- | ---------- | ----- | ----- | -------- | ----- | ---------- | ------------- |
| Thuis | 1 – 3       | 2 – 0    | 6 – 0 | 4 – 3   | 2 – 3      | 1 – 1     | 2 – 0 | 1 – 2 | 3 – 2      | 3 – 3 | 2 – 0 | 2 – 3    | 2 – 2 | 0 – 2      | 1 – 1         |
| Uit   | 2 – 1       | 0 – 2    | 2 – 4 | 1 – 1   | 1 – 0      | 3 – 0     | 1 – 1 | 2 – 3 | 2 – 1      | 3 – 2 | 4 – 1 | 1 – 1    | 2 – 4 | 2 – 1      | 0 – 0         |

### KNVB Beker
| 1e ronde                                       | Excelsior                          | 3 – 2 (3 – 2) | Haarlem          |
| 29 september 1963 Plaats: Rotterdam Woudestein | Toon Meerman 6', 43' Piet Slui 14' |               | 5', 16' Jan Bons |

## Statistieken Haarlem 1963/1964

### Eindstand Haarlem in de Nederlandse Tweede divisie A 1963 / 1964
| Stand | Gespeeld | Gewonnen | Gelijk | Verloren | Punten | Doelpunten voor | Doelpunten tegen |
| ----- | -------- | -------- | ------ | -------- | ------ | --------------- | ---------------- |
| 8e    | 30       | 10       | 8      | 12       | 28     | 54              | 51               |

### Topscorers
| #                | Naam                    | Goal |
| ---------------- | ----------------------- | ---- |
| 1.               | Nico Jonker             | 11   |
| 2.               | Otto Berendregt         | 8    |
| 3.               | Jaap van den Berg       | 6    |
| 3.               | Joop van Vegten         | 6    |
| 5.               | Jan Bons                | 5    |
| 5.               | Fred Jaski              | 5    |
| 5.               | Gerrit Peijs            | 5    |
| 8.               | Fred Boom               | 2    |
| 8.               | Cock Clavan             | 2    |
| 10.              | Jan Blom                | 1    |
| 10.              | Beer Wentink            | 1    |
| Eigen doelpunten |                         |      |
| –                | Chris Eimers (Be Quick) |      |
| –                | Hans Pauwe (KFC)        |      |
| Totaal           | Totaal                  | 54   |

| #      | Naam     | Goal |
| ------ | -------- | ---- |
| 1.     | Jan Bons | 2    |
| Totaal | Totaal   | 2    |